# Карабауир
Карабауи́р (каз. Қарабауыр) — село у складі Бурабайського району Акмолинської області Казахстану. Входить до складу Абилайхановського сільського округу.
Населення — 206 осіб (2021; 231 у 2009, 214 у 1999, 228 у 1989).
Національний склад станом на 1989 рік:
- казахи — 100 %.

До 2019 року село називалось Новий Карабаур.